# El Camp de Mirra
El Camp de Mirra (spanisch Campo de Mirra, bis 1849 lediglich Campo) ist eine südostspanische Gemeinde (municipio) mit 445 Einwohnern (Stand: 2024) in der Provinz Alicante der Valencianischen Gemeinschaft.

## Geographie
El Camp de Mirra liegt am Fuße des Serra Mariola im Südosten Spaniens. Die Gemeinde befindet sich etwa 55 km nordnordwestlich von Alicante in einer Höhe von ca. 590 m. 

## Bevölkerungsentwicklung
| Jahr      | 1900 | 1910 | 1920 | 1930 | 1940 | 1950 | 1960 | 1970 | 1981 | 1991 | 2001 | 2011 | 2021 |
| Einwohner | 945  | 1014 | 817  | 671  | 596  | 630  | 538  | 505  | 390  | 368  | 402  | 438  | 429  |

## Sehenswürdigkeiten
- Burg von Almizra
- Bartholomäuskirche
- Bartholomäuskapelle (Ermita de San Bartolomé)

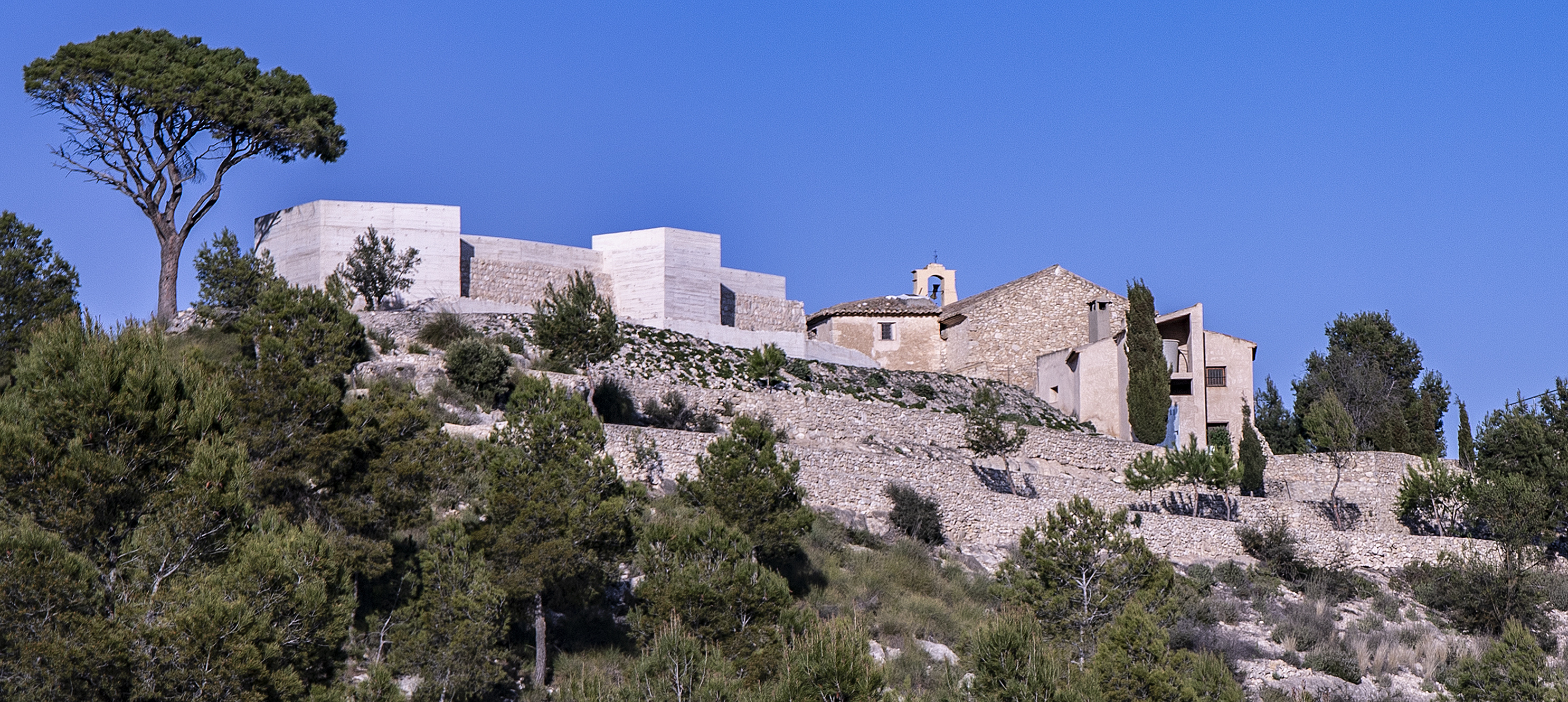
Burg von Almizra
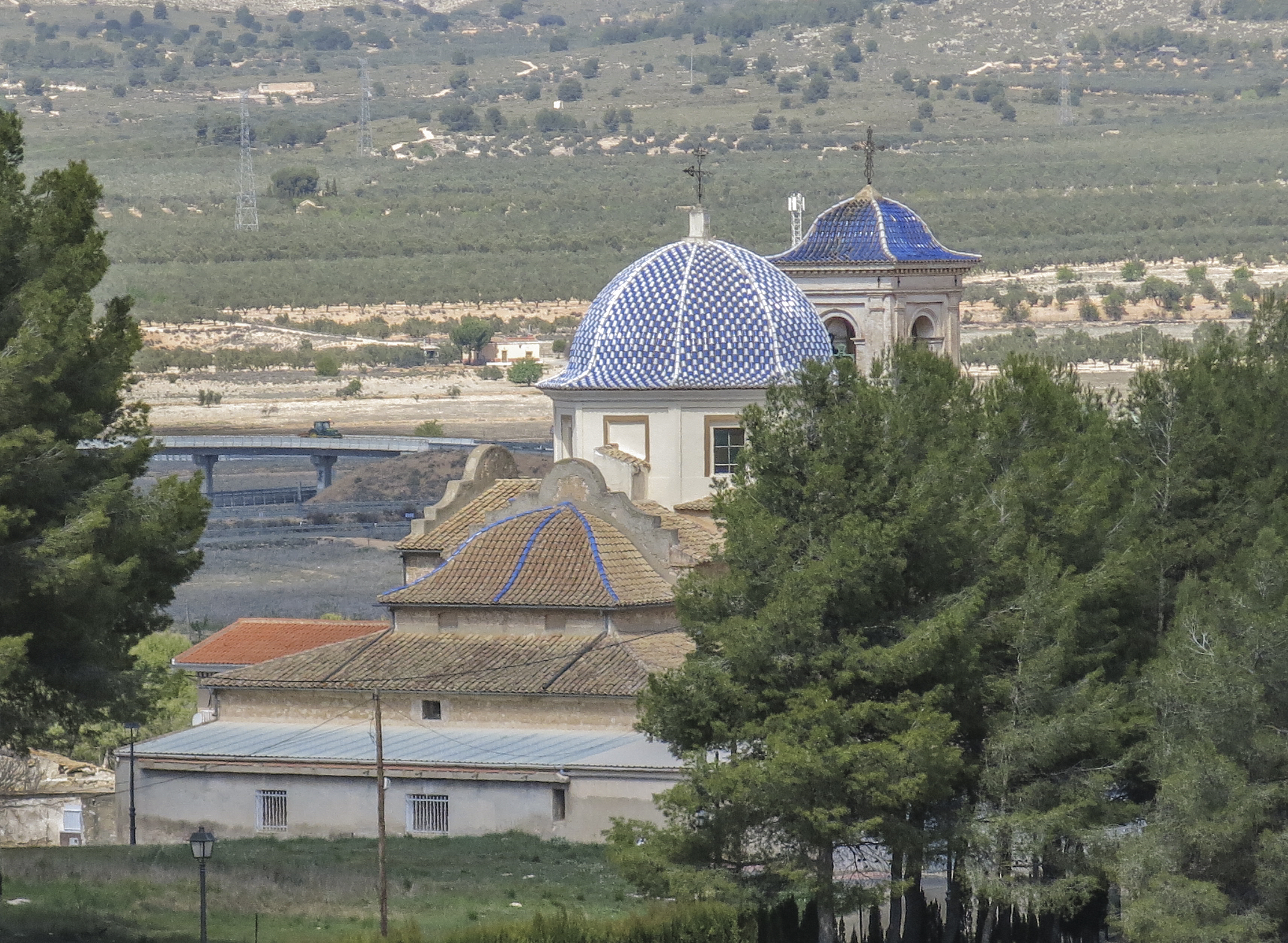
Christopheruskirche
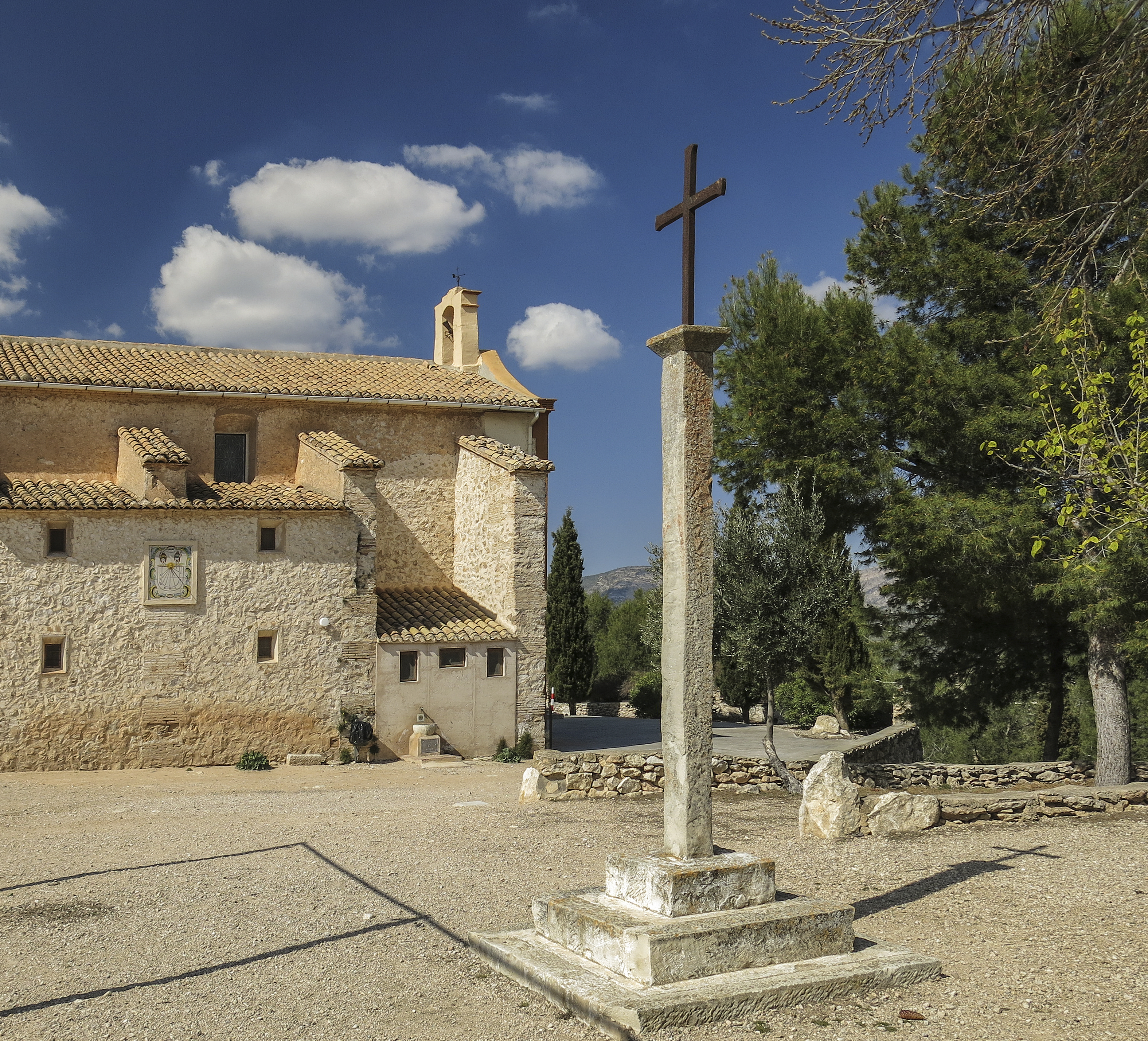
Bartholomäuskapelle